# Vinyla 2011
Vinyla 2011 byl první ročník hudebních cen Vinyla.

## Ceny a nominace

### Deska roku
- B4 – Didaktik Nation Legendary Rock
- Bonus – Náměstí míru
- Čokovoko – Hudba
- Floex – Zorya
- Hugo Toxxx – Legální drogy / Ilegální kecy

### Objev roku
- Fiordmoss
- Optical Frameworks
- Kittchen

### Počin roku
- festival Creepy Teepee
- promotérské aktivity agentury Bumbum Satori
- festival Colours of Ostrava